# قانون البحار

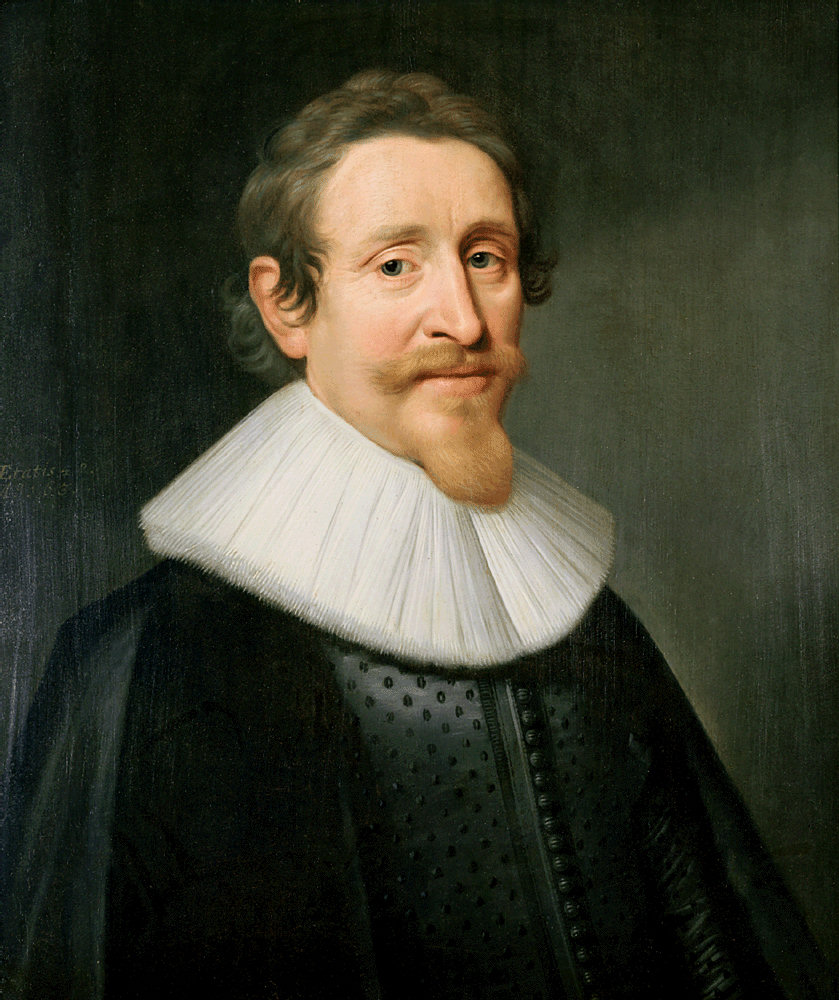

قانون البحار هو مجموعة من القوانين الدولية التي تتعلق بالمبادئ والقواعد التي تهتم بها الهيئات العامة، ولا سيما الدول، في المسائل البحرية. بما في ذلك حقوق الملاحة وحقوق معادن البحر والولاية القضائية للمياه الساحلية. وهو فرع من فروع القانون العام النظير لقانون (امارة البحر)، والتي تتعلق في كل ما يخص الاتصال البحري الخاص. إن اتفاقية الأمم المتحدة لقانون البحار والتي تختصر بالرمز "UNCLOS"، المبرمة عام 1982 والتي دخلت حيز التنفيذ في عام 1994، مقبولة عموما باعتبارها تدوينا لقانون البحار الدولي العرفي.
يتم حل النزاعات في المحكمة الدولية لقانون البحار (أو "ITLOS")، وهي محكمة في هامبورغ. في عام 2017 احتفلت هذه المحكمة بمرور عشرين عام من وجودها، وخلال تلك الفترة، نظرت إلى حوالي 25 قضية.
للمحكمة ولاية قضائية على جميع المنازعات المتعلقة بتفسير أو تطبيق الاتفاقية، رهنا بأحكام المادة 297 والإعلانات المقدمة وفقا للمادة 298 من الاتفاقية. يستمد القاضي ولايته من مجموعة واسعة من الدول.
مع تسارع أعين العديد من الناس في جميع أنحاء العالم إلى المحيط، تحولت اتفاقية قانون البحار إلى جهد دبلوماسي عالمي لإنشاء قاعدة من القوانين والمبادئ التي يجب على جميع الدول اتباعها فيما يتعلق بالبحر وكل ما يحتويه. ونتيجة لذلك تسمى اتفاقية الأمم المتحدة لقانون البحار دستور محيطي لعام 1982 , بين نيويورك، الولايات المتحدة الأمريكية وجنيف، سويسرا، جلس السفراء من أكثر من 165 بلدا إلى التجارة والمقايضة تحت هذه الاتفاقية من أجل حقوق دولهم.
أنشأ المؤتمر معيارًا لقياس البحر الإقليمي حيث قرر أن يبلغ طوله 12 ميلاً حول الأرض وحصل على قبول عالمي. ضمن هذه الحدود، للدول حرية تنفيذ أياً من قوانينها أو لوائحها الخاصة أو استخدام أي موارد حية أو غير حية. وعلاوة على ذلك، كل دولة توقع على الاتفاقية تمنح على منطقة اقتصادية وحصرية على الساحل (أوEEZ) وتتمتع فيها هذه الدولة بحقوق حصرية في مصائد الأسماك وحقوق المعادن والودائع في قاع البحار. كما تسمح هذه الاتفاقية «بالمرور البريء» عبر كل من المياه الإقليمية والمنطقة الاقتصادية الخالصة، مما يعني أن السفن لا تضطر إلى تجنب هذه المياه، شريطة ألا تسبب أي ضرر للبلد أو كسر أي من قوانينها. وهذا يشمل السفن العسكرية، طالما أنها تتقيد بشدة بتعريف الممر البريء المنصوص عليه في المادة 19 من اتفاقية الأمم المتحدة لقانون البحار. ونظرًا لأن المنطقة الاقتصادية الخالصة شاسعة جدًا، فقد تحتاج المحكمة (ITLOS) إلى تحديد حدود المحيط بين الدول، كما فعلت في عام 2012 بين بنجلاديش وبورما (ميانمار). ومع تزايد أهمية المحيط المتجمد الشمالي بالنسبة للملاحة والموارد، قد تجد الولايات المتحدة ضرورة للتوقيع على اتفاقية الأمم المتحدة لقانون البحار لتوضيح حدود ألاسكا / كندا.
القانون البحري
ينبغي التمييز بين قانون البحار والقانون البحري الذي يتناول مواضيع مثل قانون نقل البضائع عن طريق البحر والإنقاذ والتصادم والتأمين البحري وما إلى ذلك. في المنازعات القانونية البحرية، عادة ما يكون طرف واحد على الأقل من أحد الخصوم هو شخص خاص (مثل فرد أو شركة).

## التاريخ
من بين أقدم الأمثلة على القوانين المتعلقة بالشؤون البحرية قانون بحر روديس البيزنطي الذي صدر ما بين عامي 600 و800 ميلادي لتنظيم التجارة والملاحة في البحر الأبيض المتوسط. سُنّت قوانين بحرية أيضًا خلال العصور الوسطى الأوروبية، مثل قوانين أوليرون التي استُمدت من قانون روديس، وقوانين ويسباي التي سُنَّت بين الدول التجارية التابعة للرابطة الهانزية.
ومع ذلك فإن أقدم صيغة معروفة للقانون الدولي العام للبحر كانت في أوروبا في القرن السابع عشر، إذ شهدت تلك المناطق ملاحة واستكشاف وتجارة غير مسبوقة عبر محيطات العالم. قادت البرتغال وإسبانيا هذا التوجه، وطالبت بتملك الطرق البرية والبحرية التي اكتشفتها. اعتبرت إسبانيا المحيط الهادئ بحرًا مغلقًا خارج حدود القوى البحرية الأخرى لحماية ممتلكاتها في آسيا. خضع مضيق ماجلان لدوريات دائمة من قبل الأساطيل الإسبانية لمنع دخول السفن الأجنبية باعتباره المدخل الوحيد المعروف من المحيط الأطلسي. اعترف المرسوم البابوي (الحبر الروماني عام 1455) بحق البرتغال الحصري في الملاحة والتجارة وصيد الأسماك في البحار بالقرب من الأراضي المكتشفة، وادعى البرتغاليون على هذا الأساس احتكار تجارة شرق الهند، مما أثار معارضة وصراع مع القوى البحرية الأوروبية الأخرى.
كتب الفقيه والفيلسوف الهولندي هوغو غروتيوس والذي يعتبر مؤسس القانون الدولي عمومًا كتاب حرية البحار في خضم المنافسة المتزايدة على التجارة البحرية، والذي نشر في عام 1609، وحدد مبدأ أنَّ البحر أرضٌ دولية وتعتبر جميع الدول حرة في استخدامه للتجارة. استند في دعم مبدأه إلى فكرة أن «كل دولة حرة في السفر إلى أي دولة أخرى والتجارة معها». وهكذا وجد أن حق المرور السلمي على الأرض مماثل لحق المرور السلمي في البحر.
كتب المفكر الإنجليزي جون سلدن ردًا على غروتيوس أنه كان من الممكن الاستيلاء على البحر من قبل القوى السيادية مثل الأراضي. رفض فرضية غروتيوس وادعى سيلدن أنه لا يوجد أي أساس تاريخي ليعامل البحر بطريقة مختلفة عن الأرض، ولا يوجد أي شيء في طبيعة البحر تمنع الدول من ممارسة السيادة على أجزاء منه. يمكن أن يتطور القانون الدولي لاستيعاب فكرة سيطرة الدول على البحر.

## الاعتراف بقانون البحار وتطبيقه
أُنشئت اتفاقية الأمم المتحدة لقانون البحار تحت رعاية الأمم المتحدة، ولكن لا تملك المنظمة أي دور تنفيذي مباشر فيها. تلعب وكالة متخصصة تابعة للأمم المتحدة وهي المنظمة البحرية الدولية دورًا في رصد وإنفاذ بعض أحكام الاتفاقية، إلى جانب الوكالة الدولية لصيد الحيتان والسلطة الدولية لقاع البحار، التي أُنشئت بموجب اتفاقية تنظيم ومراقبة جميع الأنشطة المتعلقة بالمعادن في قيعان البحار خارج الحدود الإقليمية.
أنشأت اتفاقية الأمم المتحدة لقانون البحار المحكمة الدولية لقانون البحار ومقرها في هامبورغ بألمانيا، للحكم في جميع النزاعات المتعلقة بتفسير أو تطبيق الاتفاقية (رهنًا بأحكام المادة 297 والإعلانات الصادرة وفقًا للمادة 298 من الاتفاقية). تعين قضاتها وعددهم 21 من مجموعة متنوعة من الدول. نظرًا لأن المنطقة الاقتصادية الخالصة واسعة النطاق، فإن العديد من القضايا تتعلق بالمطالبات والتنافس على حدود المحيط بين الدول، حكمت المحكمة اعتبارًا من عام 2017 في 25 قضية.

## القانون البحري
يجب التمييز وعدم الخلط ما بين قانون البحار والقانون البحري (قانون الأميرالية) الذي يتعلق بالقضايا البحرية والنزاعات بين أطراف خاصة مثل الأفراد أو المنظمات الدولية أو الشركات. ومع ذلك تلعب المنظمة البحرية الدولية بصفتها وكالة تابعة للأمم المتحدة دورًا رئيسًا في تنفيذ قانون البحار، تساعد أيضًا في تطوير وتدوين وتنظيم بعض قواعد ومعايير القانون البحري.